# C 프로세스 제어
C 프로세스 제어(C process control)는 C 언어의 표준 라이브러리에서 기본적인 프로세스 제어 행위를 구현한 함수들의 집합을 의미한다. 프로세스 제어 행위들은 프로그램 종류나 환경 동작들의 목록에 접근하는 것들을 포함한다.

## 함수들 개요
프로세스 제어 함수들은 stdlib.h 헤더에 정의되어 있다 (C++에서는 cstdlib 헤더).
| 함수                | 설명          |                                                                        |
| ------------------- | ------------- | ---------------------------------------------------------------------- |
| 프로그램 종료시키기 | abort         | 청소 없이 비정상적인 프로그램을 종료시킨다                             |
| 프로그램 종료시키기 | exit          | 청소와 함께 정상적인 프로그램을 종료시킨다                             |
| 프로그램 종료시키기 | _Exit         | 청소 없이 정상적인 프로그램을 종료시킨다 (C99)                         |
| 프로그램 종료시키기 | atexit        | exit() 수행 시에 호출될 함수를 등록한다                                |
| 프로그램 종료시키기 | quick_exit    | 청소 없이 정상적인 프로그램을 종료시키지만, IO 버퍼는 플러시한다 (C11) |
| 프로그램 종료시키기 | at_quick_exit | quick_exit() 실행 시에 호출될 함수를 등록한다                          |
| 환경과의 통신       | getenv        | 환경 변수들의 목록에 접근한다                                          |
| 환경과의 통신       | system        | 호스트 환경의 명령 프로세서를 호출한다                                 |